# أ. إلمر كرويل
أ. إلمر كرويل (بالإنجليزية: A. Elmer Crowell)‏ هو نقاش خشب ‏ أمريكي، ولد في 5 ديسمبر 1862، وتوفي في 1952.